# Deutscher Schaustellerbund
Der Deutsche Schaustellerbund e. V. (DSB) ist die Berufsspitzenorganisation des deutschen Schausteller- und Freizeitparkgewerbes. Mit über 4400 Mitgliedern ist er Interessenvertreter des Schaustellerbranche gegenüber Politik, Medien und Öffentlichkeit.

## Geschichte

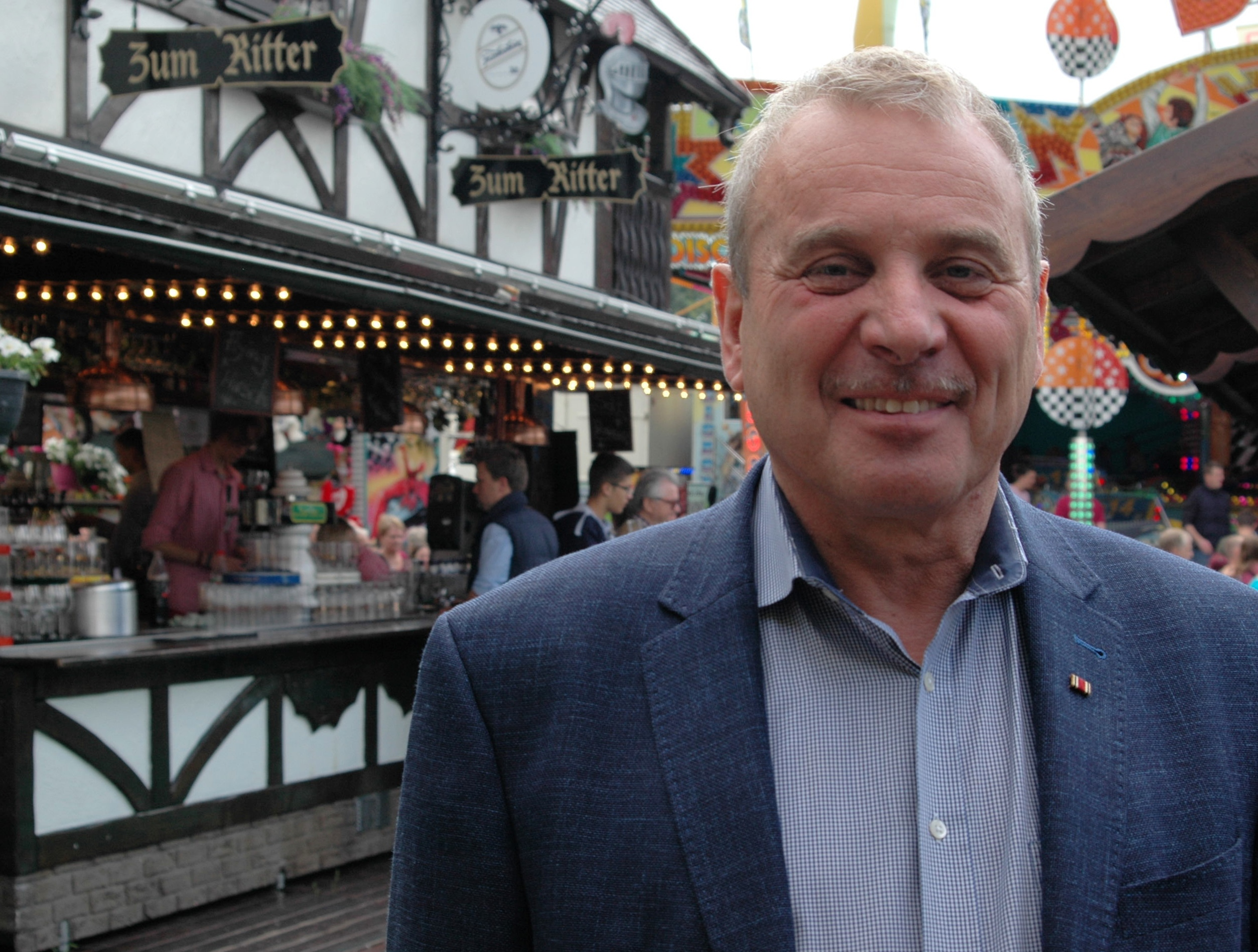
Albert Ritter (2017)

Der Verein wurde am 13. Januar 1950 in Herford mit Sitz in Berlin von zwölf Schaustellerverbänden gegründet. Die Hauptgeschäftsstelle wurde damals in Herford, einer bedeutenden Schaustellerstadt angesiedelt. 1957 verlegte man die Geschäftsstelle in die damalige Bundeshauptstadt Bonn. Nach dem Umzug der Bundesregierung nach Berlin, wurde die Geschäftsstelle 2002 abermals in die Nähe des Regierungssitzes in den Bezirk Berlin-Mitte verlegt. Seit 2007 hat der DSB seinen Sitz im Berliner Verbändehaus für Handel, Dienstleistung und Tourismus in unmittelbarer Nähe des Regierungsviertels. Präsident der Gesellschaft ist Albert Ritter.

## Präsidenten
- 1950–1952 Otto Bigesse
- 1953 Lorenz Schweizer
- 1954–1956 Willi Hirsch
- 1957–1958 Alfred Fliege
- 1958–1975 Max Eberhard
- 1975–1998 Harry Wollenschlaeger
- 1998–2002 Hermann Krameyer
- seit 2003 Albert Ritter

## Mitglieder
Derzeit sind im DSB über 4400 Einzelmitglieder aus 91 unabhängigen Schaustellervereinen registriert. Auch der Verband Deutscher Freizeitparks und Freizeitunternehmen (VDFU) ist Mitglied im Deutschen Schaustellerbund, wodurch fast 90 Prozent der in Deutschland ansässigen Freizeit- und Vergnügungsbetriebe im DSB organisiert sind.
Der DSB ist eines der Gründungsmitglieder der 1954 gegründeten Europäischen Schaustellerunion.
Die Mitglieder sind selbstständige Schaustellervereine und -verbände, die die Interessen ihrer Mitglieder auf kommunaler und regionaler Ebene wahrnehmen. Auf Landesebene arbeiten die Vereine in Zweiggeschäftsstellen und Arbeitsgemeinschaften zusammen.

## Ziele
Die Ziele des Vereins sind vor allem die Förderung von Volksfesten, Jahrmärkten, Weihnachtsmärkten und ähnlichen Veranstaltungen sowie die Sicherung und Verbesserung der wirtschaftlichen und gesetzlichen Situation seiner Mitglieder. Dazu wirkt er auf die Schaffung von einheitlichen gesetzlichen und wirtschaftlichen Rahmenbedingungen hin, vermittelt Informationen und Fachwissen, widmet sich der Aus- und Weiterbildung und der Öffentlichkeitsarbeit für das Schaustellergewerbe.

## Delegiertentag und Fachmesse
Jedes Jahr im Januar findet der Delegiertentag, das höchste beschlussfassende Gremium im DSB, statt. Dieser wird von einem jährlich wechselndem Schaustellerverein ausgerichtet.
Der Verein ist Mitausrichter der alle zwei Jahre stattfindenden Fachmesse interschau – Internationale Fachmesse für Freizeitparks, Amusement, Schausteller. Vom 28. bis 31. Oktober 2008 wurde die interschau erstmals gemeinsam mit der italienischen Messe Technofolies in Stuttgart als interschau-Technofolies veranstaltet.